# Allium gracillimum
Allium gracillimum är en amaryllisväxtart som beskrevs av Aleksei Ivanovich Vvedensky. Allium gracillimum ingår i släktet lökar, och familjen amaryllisväxter. Inga underarter finns listade i Catalogue of Life.